# Tyler Kluttz
Tyler Kluttz (4 de mayo de 1984) es ex luchador profesional estadounidense, que trabajó para la WWE, bajo el nombre de Brad Maddox.
En sus logros se destacan, dos Campeonatos en pareja de la FCW y el Campeonato 15 de la FCW, siendo el campeón final de ambos títulos, además fue una vez Campeón Pesado de la OVW, Campeón Televisivo de la OVW.

## Carrera

### Ohio Valley Wrestling (2008–2010)
Hizo su aparición el 2 de abril de 2008, en las grabaciones de OVW haciendo equipo con Galvin Garrison y luchando contra Dewey y Revolver Adán, combate el cual perdieron. Durante el combate utilizó el nombre de Brent Wellington. Ganó su primera lucha el 1 de octubre de 2008 en un 8 Man Tag Team match, junto a Galvin Garrison y Moose, donde se llamaban a sí mismos (Theta Psi Lambda). El 24 de diciembre de 2008 Wellington tenía un combate por el Campeonato de la OVW contra Aaron "The Idol" Stevens, que resultó en una derrota. El 2 de abril de 2008, en las grabaciones de OVW haciendo equipo con Galvin Garrison contra Dewey y Revolver Adán.

### World Wrestling Entertainment / WWE (2010–2015)

#### Florida Championship Wrestling (2010–2012)
A principios de 2010, Wellington firmó un contrato de desarrollo con la WWE, siendo enviado a su territorio de desarrollo, la Florida Championship Wrestling. Ahí luchó bajo el nombre de "Brad Maddox", debutando en un show en vivo el 5 de agosto de 2010, perdiendo ante Tyler Reks. Su debut televisivo fue el 4 de noviembre de 2010, perdiendo ante Tito Colón. Ganó su primer combate el 1 de julio de 2011, derrotando a Percy Watson & Richie Steamboat. Tras derrotar el 22 de septiembre a Briley Pierce, hicieron un equipo, luchando el 13 de octubre por el Campeonato de Parejas de la FCW contra CJ Parker & Donny Marlow, perdiendo. El 3 de noviembre ganaron los campeonatos al derrotarles. Sin embargo, fueron despojados de ellos debido a una lesión de Pierce. Maddox trató de recuperar el título vacante junto a Eli Cottonwood, pero perdieron contra Bo Rotundo & Husky Harris. El 21 de junio de 2012, ganó el Campeonato 15 de FCW derrotando a Richie Stemboat. Mientras retuvo el título, ganó también el Campeonato en Parejas de la FCW junto a Rick Victor el 28 de julio de 2012. El 14 de agosto de 2012, la FCW pasó a ser llamada NXT Wrestling, desactivando ambos campeonatos.

#### 2012

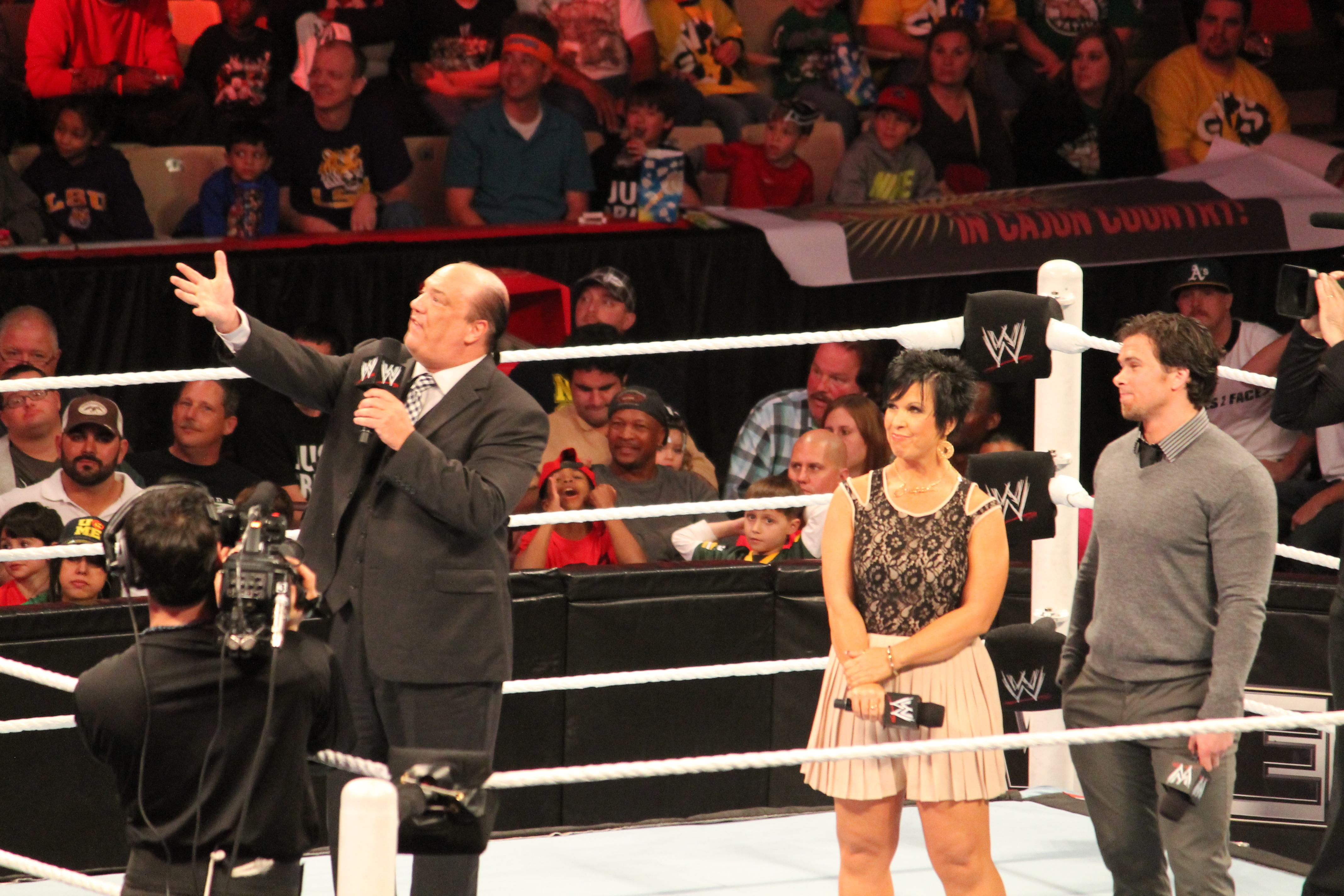
Maddox como el asistente de Vickie Guerrero.

Maddox fue promovido al plantel principal como árbitro en agosto de 2012 en WWE RAW. Un incidente que tuvo fue el 17 de septiembre, donde estuvo como árbitro en un combate entre Sheamus & John Cena contra CM Punk & Alberto Del Rio, donde Punk perdió teniendo el pie en la cuerda inferior. Esto hizo enojar a Punk, exigiendo a Maddox renunciar a la WWE, lo cual el árbitro se negó a hacer. En Hell in a Cell, Maddox ayudó a Punk a retener el Campeonato de la WWE por darle un golpe bajo al retador Ryback. Dos semanas después, el presidente de la WWE Vince McMahon le ofreció a Maddox un contrato de 1 millón de dólares si lograba derrotar a Ryback, la semana siguiente en RAW. Sin embargo, fue derrotado. Tras el combate, Ryback atacó a Maddox, metiéndole en una ambulancia que había en la rampa de entrada. En RAW el 3 de diciembre apareció pidiendo nueva oportunidad a Vickie Guerrero, teniendo una lucha contra Randy Orton, siendo derrotado, después del combate The Shield atacó a Orton. El 10 de diciembre en RAW estuvo como árbitro especial en el combate de A.J Lee contra Vickie Guerrero ayudando a Vickie a ganar el combate.

#### 2013-2014
Después intentó una alianza con Paul Heyman, la cual nunca se concretó. Según reportes de WWE.com, el 22 de enero en Smackdown, Maddox y su camarógrafo Carson fueron misteriosamente atacados. El 28 de enero en RAW se pudo ver la grabación en la que Paul Heyman admitía haberle pagado a él y a The Shield para ayudar a CM Punk a retener su título, tras esto aparecieron los miembros de The Shield, siendo atacado mientras Heyman abandona el plano de cámara. El 4 de febrero en RAW hizo aparición en el ring defendiendo que este vídeo era real y retando a The Shield, actuando de señuelo para la ataque que John Cena, Sheamus, Ryback y otros luchadores habían planeado. Tras esto, debido a su lealtad a la WWE, le nombraron asistente del General Mánager de RAW, Vickie Guerrero. Sin embargo, cuando Guerrero fue cesada del cargo el 8 de julio, Maddox fue ascendido a General Mánager de RAW. El 11 de noviembre tuvo su primera victoria desde que subió al roster principal en un dark match de Smackdown en Londres ante El Local. El 18 de noviembre fue castigado por Triple H, obligándolo a competir en un combate ante Randy Orton, perdiendo y saliendo en camilla rumbo al Hospital.
En WrestleMania 30 participó en un Battle Royal en memoria a Andre The Giant, pero la lucha fue ganada por Cesaro. El 26 de mayo fue atacado por Kane debido a dar mucha libertad a The Shield en un combate contra Evolution, después Stephanie McMahon lo despidió (Kayfabe).
El 24 de junio de 2014, Brad Maddox, en su cuenta de Youtube subió un video llamado "In Cave, Need Help", donde se lo ve asustado, y dice que está perdido en una cueva de México. El 8 de julio de 2014, Maddox subió a su cuenta de Youtube un video llamado "cave", donde hablaba y al final del video prende una luz, y se ve el estudio donde grabó esos videos. Después de estar ausente de la televisión de WWE durante 6 meses, Maddox regresó a la acción en un evento en vivo no televisado el 11 de octubre en Macon, Georgia, perdiendo primero ante Zack Ryder y luego ante The Great Khali. Maddox regresó a Raw el 13 de octubre en una entrevista en la WWE App.

#### 2015
El 20 de junio de 2015 regreso a WWE, esta vez durante un House Show en la ciudad de Las Vegas, Nevada, donde salió con la vestimenta y peinado parecidos al de CM Punk, enfrentándose a Jack Swagger, pero perdió el combate.
El 1 de agosto de 2015 hizo su regreso en un house show en Texas haciendo equipo con Adam Rose siendo llamados "The Beef Team" perdiendo ante Curtis Axel y Damien Sandow. Regreso con un nuevo gimmick musculoso llamado joshua kingsley.
Hizo su regreso televisivo el 21 de noviembre en Main Event haciendo equipo con Adam Rose pero fueron vencidos por The Usos. Finalmente el 25 de noviembre Kluttz fue liberado de su contrato con la WWE.

## Campeonatos y logros
- Florida Championship Wrestling
  - FCW Tag Team Championchip (2 veces) – con Briley Pierce (1) y Rick Victor (1)[10]
  - FCW 15 Champion (1 vez)

- Ohio Valley Wrestling
  - OVW Television Championship (1 vez)
  - OVW Heavyweight Championship (1 vez)[11]